# Dimotiki
Dimotiki (također i demotski) pučki je oblik novogrčkoga jezika znatno udaljen od svojih antičkih korijena mnoštvom posuđenica koji je postao standardom završivši vrijeme diglosije kada je standard bila katarevusa. On nije u potpunosti jednak standardnomu modernom grčkom koji ima i elemenata katarevuse.

## Povijest
U vrijeme prosvjetiteljstva pojavila se struja koja je mislila da je grčki kulturni preporod moguć samo povratkom antičkom grčkom. S druge su strane dimotikisti smatrali da bi standard treba biti pučki, svakodnevni jezik. Koraisti su bila treća struja koja je put između dvije sukobljene strane našla u katarevusi, pročišćenu i arhaiziranu pučkom jeziku. Katarevusa se, ipak, tijekom 19. stoljeća sve više udaljavala od govornoga.
Janis Psiharis, grčki pisac, htio je jezik u potpunosti očistiti od educiranih elemenata katarevuse i zalagao se za isključivu upotrebe pučkoga jezika. Također je htio pojednostaviti pismo.
Demotski je u moderno vrijeme bio govoreni jezik, a do 20. stoljeća postao je jedini jezik književnosti. U siječnju 1976. postao je standardni jezik zamjenivši katarevusu kao jezik vlade, sudstva i parlamenta, škola, novina te drugih publikacija. (Katarevusa se ipak nastavila rabiti u nekim dokumentima.)
Danas su se dvije inačice, demotski i katarevusa pomiješali kako bi nastao standardni moderni grčki jezik (Koini Neoelliniki).

## Razlike između demotskoga i modernoga standarda
Uz fraze i razne riječi kojih nije bilo u demotskome, neki gramatički elementi uključuju: pridjeve na -ων, -ουσα, -ον ili -ων, -ων, -ον i sklonjiv particip aorista (uglavnom se pojavljuju u pisanom jezik) te reduplikaciju u perfektu (rijetko). Fonološki elementi uključuju skupove: -πτ- (demotski -φτ-), -κτ- (demotski -χτ-), -ευδ- (demotski -ευτ-), -σθ- (demotski -στ-), -χθ- (demotski -χτ-) i druge.